# Podskala
Podskala je přírodní památka poblíž obce Chrast v okrese Chrudim. Oblast spravuje Krajský úřad Pardubického kraje. Předmětem ochrany jsou společenstva vzácných a ohrožených druhů rostlin - křikavec, prvosenka vyšší (Primula elatior), aj. a živočichů mlok skvrnitý (Salamandra salamandra).

## Galerie

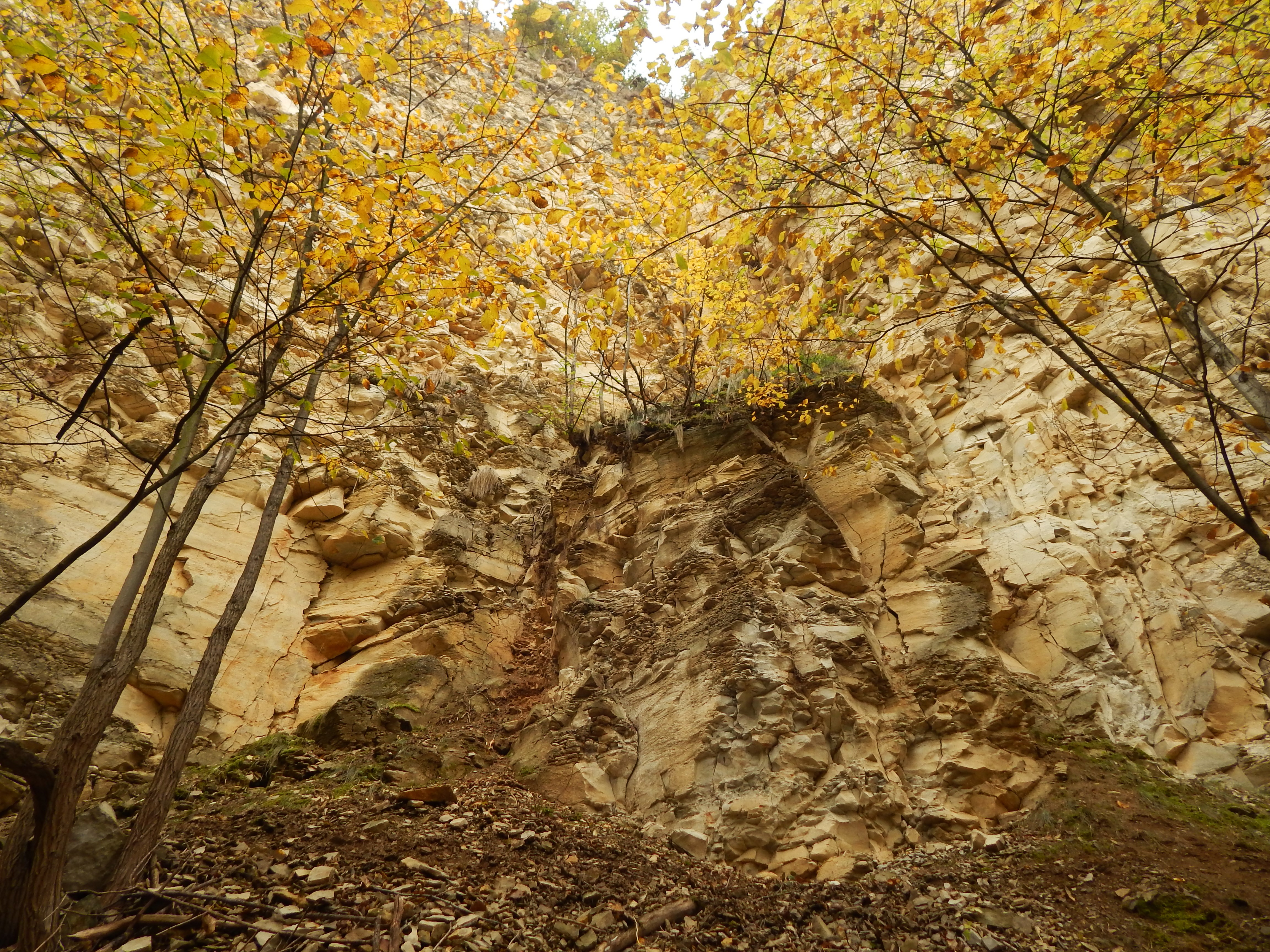
Skalní stěna
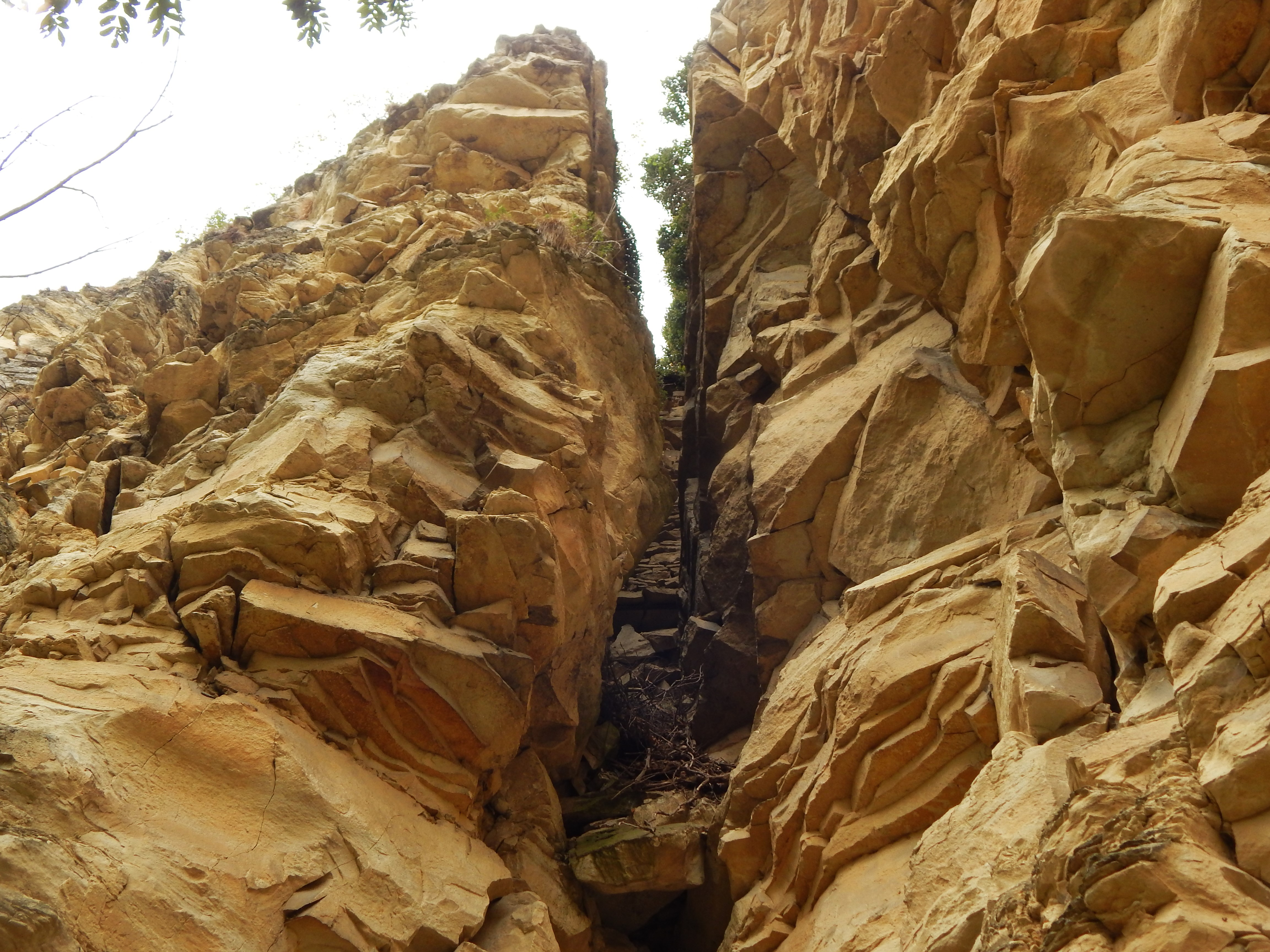
Trhlina ve skále